# Calvarium
Un calvarium, en anatomie et plus particulièrement en ostéologie, désigne un crâne sans mandibule ou sans mandibule et sans face. Il s'agit des 7 os de la voûte crânienne, à savoir : l'os frontal, les deux os pariétaux, les deux os temporaux, l'os occipital et les grandes ailes de l'os sphénoïde. (latin calvaria, crâne, de calva, de calvus, chauve).
Ce terme est également utilisé en anthropobiologie et en paléoanthropologie.
pl. calvaria.